# 納哈爾奧茲
納哈爾奧茲（直译：「，強大的納哈爾」），是以色列南部區的一座基布茲。其位於內蓋夫沙漠西北部，靠近加沙地帶邊界，鄰接開發市鎮內提沃特和斯代羅特，其隸屬尼格夫門戶地區議會管轄。2021年，人口為471人。

## 歷史

### 設立
納哈爾奧茲成立於1951年，是以色列第一座納哈爾定居點。其最初被命名為「納拉伊姆穆爾阿扎」（直译：「迎面加沙的納哈爾士兵」）。其建立在因1948年以色列-阿拉伯戰爭貝羅特伊扎克戰役而遷移的前貝羅特伊扎克基布茲土地上。1953年，其成為一個平民社區。

### 羅伊·羅斯伯格謀殺案和摩西·達揚的悼詞
1956年4月，納哈爾奧茲基布茲護衛羅伊·羅斯伯格被來自加沙的入侵者伏擊身亡。時任以色列總參謀長摩西·達揚出席羅斯伯格的葬禮，他發表的悼詞呼籲以色列審視自己的靈魂，探究民族心態。達揚的悼詞廣受好評，被認為是以色列歷史上最有影響力的演講之一。

### 1997年至2014年
基布茲的私有化始於1997年。
2006年黎巴嫩戰爭後，在戰爭中失去兒子的以色列小說家大衛·格羅斯曼發表了一篇悼詞，被形容影響力堪比達揚對羅斯伯格的悼詞。2014年8月22日，在2014年加沙戰爭期間，基布茲的4歲居民丹尼爾·特里格曼被來自加沙走廊的迫擊砲彈炸死。

### 2023年大屠殺

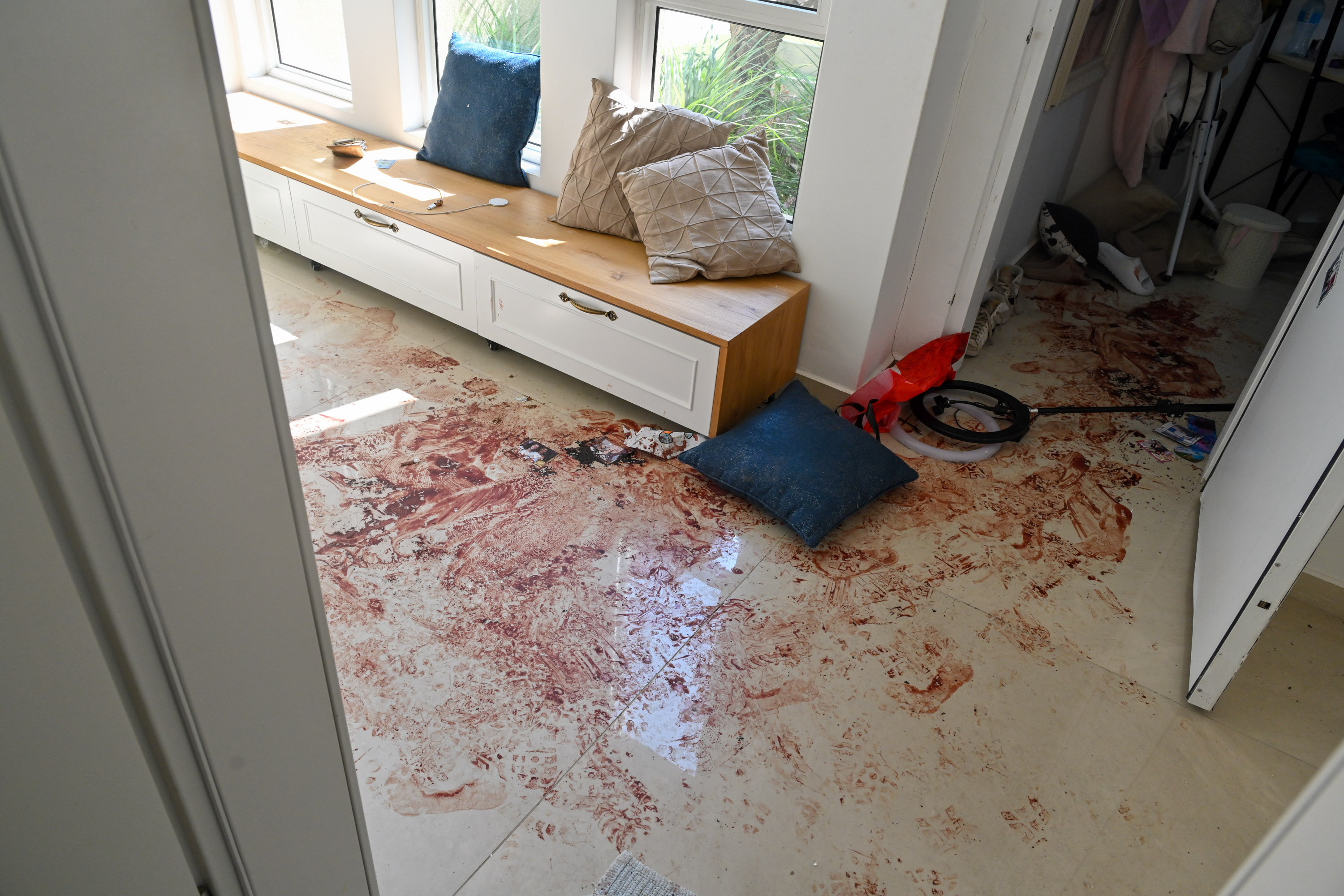
大屠殺之後

2023年10月7日阿克薩洪水行動中，來自加沙走廊的哈馬斯武裝分子入侵納哈爾奧茲基布茲。在這次屠殺中，許多基布茲居民被殺害。基布茲被哈馬斯佔領了12個小時，直到以色列國防軍消滅武裝分子並奪回了基布茲的控制權。哈馬斯也劫持了一家五口，包括父母和他們的三個孩子，並將他們一起綁架到加沙。而武裝分子用被綁架家庭的母親手機直播此綁架事件。

## 經濟
納哈爾奧茲種植胡蘿蔔、棉花和小麥，並經營一家擁有600頭乳牛的乳牛場。過去的收入來源包括一家生產工業規模棘輪鑽頭的金屬加工廠和一家將安全攝影機連接到網路的高科技公司「OzVision」 。2023年2月，以色列國家基礎設施委員會的一個小組來到該地區視察，準備沿著邊境建造一塊4250英畝的太陽能板場。

## 圖集

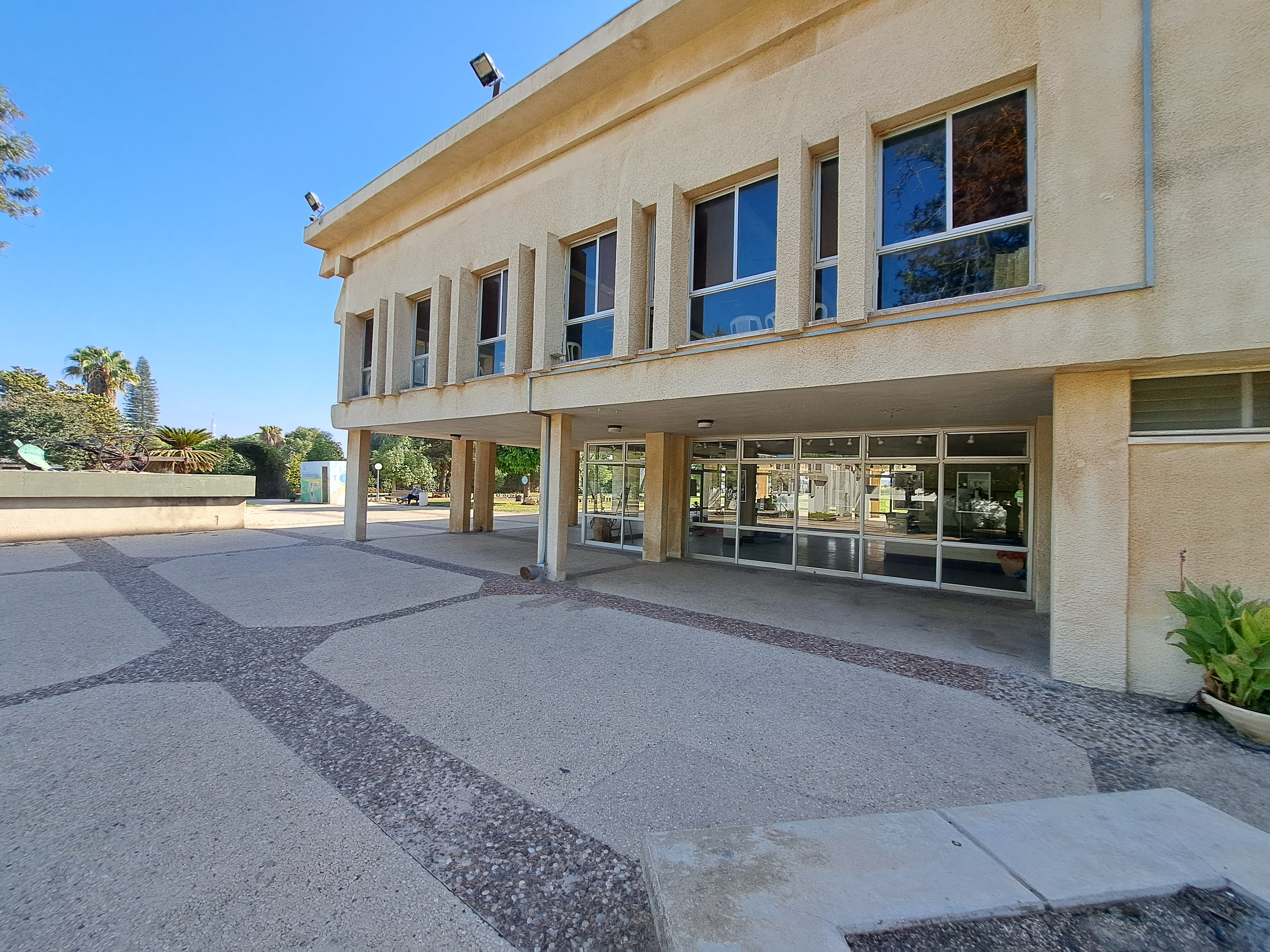
房屋
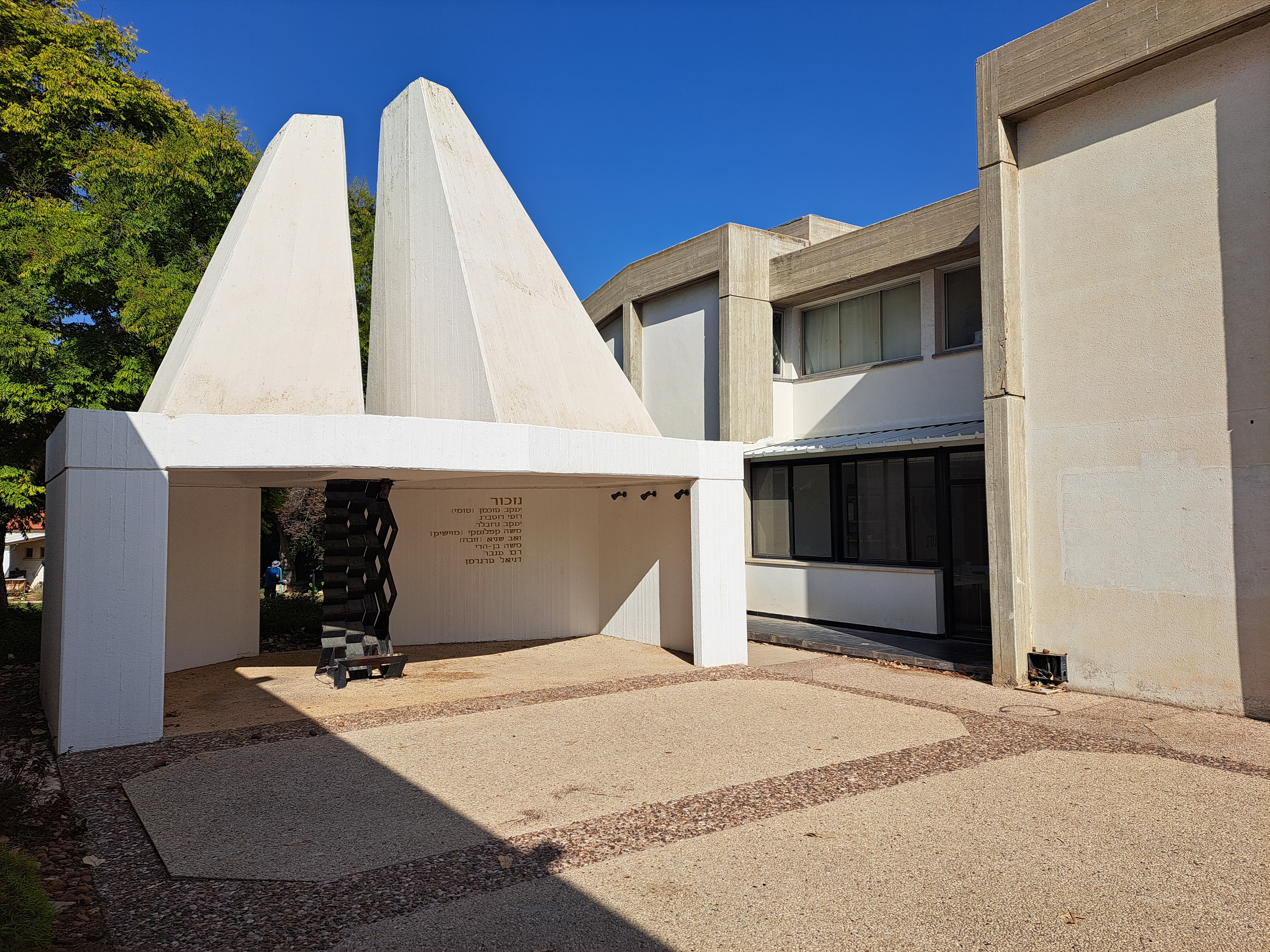
紀念館
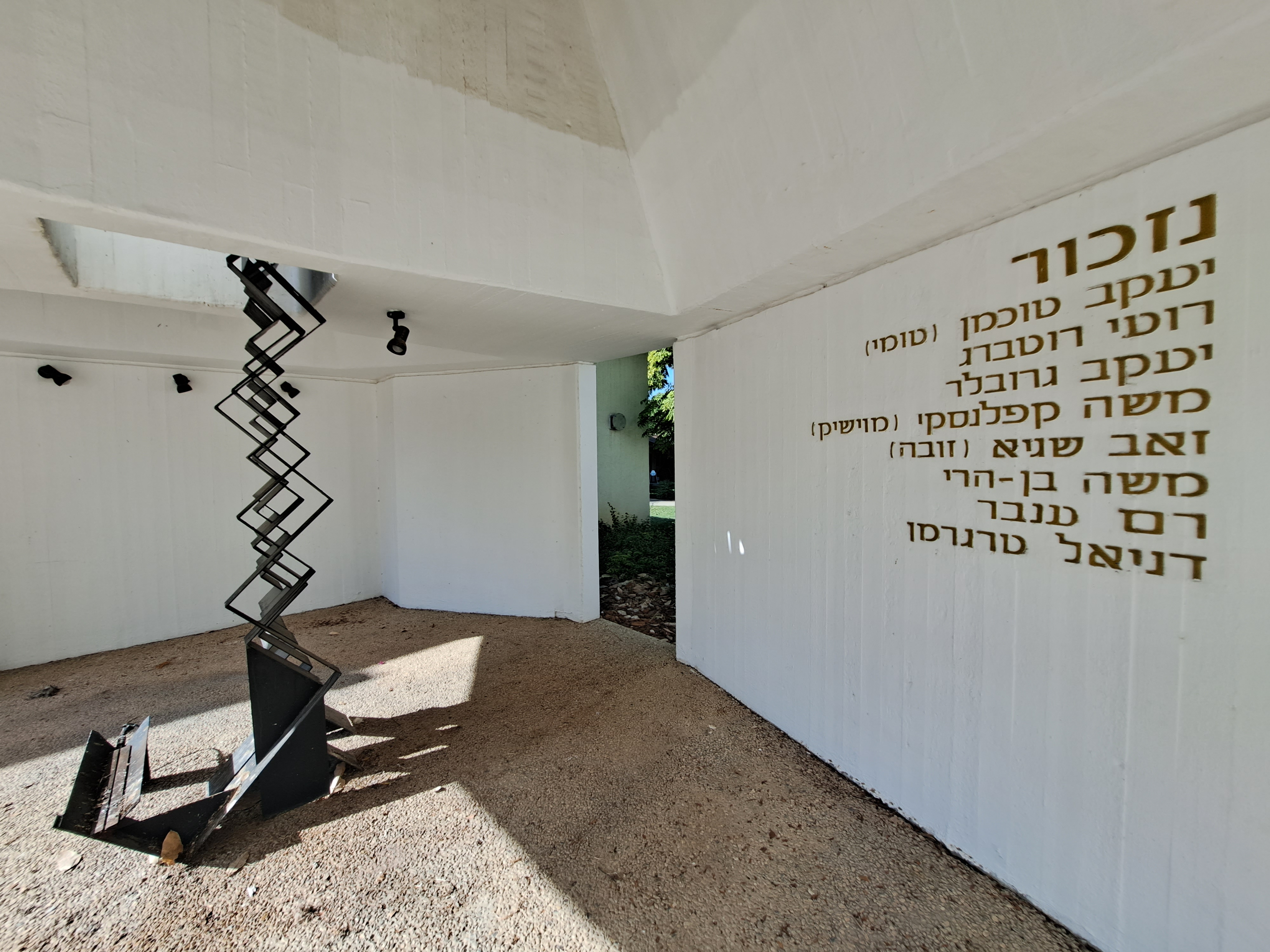
紀念館